# Steve Howey (fodboldspiller)
 For alternative betydninger, se Steve Howey. (Se også artikler, som begynder med Steve Howey)
Stephen Norman "Steve" Howey (født 26. oktober 1971 i Sunderland, England) er en tidligere engelsk fodboldspiller, der spillede som forsvarsspiller. Han var på klubplan primært tilknyttet Newcastle United og Manchester City i hjemlandet. Han blev desuden noteret for fire kampe for Englands landshold. Han deltog ved EM i 1996 på hjemmebane.